# X
A letra X (xis) é a vigésima quarta letra do alfabeto latino.

## História
O provável ancestral da letra X é o sāmekh (coluna) fenício. Os gregos simplificaram a forma do sāmek e passaram a usá-lo para designar os sons de k e de cs. O alfabeto grego foi usado também pelos etruscos e pelos romanos que usavam o X para o som de cs.
Já foi proposto pela Reforma Ortográfica de 1907 a completa remoção do X da língua portuguesa, com ele sendo substituído por cs, s, z ou ss dependendo do som, porém esta proposta foi negada.

## Fonética e códigos
A letra xis (x), pode ter diversas variantes fonéticas na língua portuguesa:
- X com som de ch (/ʃ/) - Ex.: Xarope, Xingar, Xadrez, Baixo, Xavier, Axé, Xira, México, Deixar...
- X com som de z (/z/) - Ocorre em ex + vogal. - Ex.: Exército, Executar, Exemplo, Exonerar, Exibir, Eximir, Exílio, exilar...
- X com som de cs (/ks/) - Ex.: Anexar, Perplexo, Convexo, Sexo, Nexo, Axila, Fixar...
- X com som de s ou ss (/s/) - Ex.:  Máximo, Próximo...
- Corresponde ao número dez em algarismos romanos, XX corresponde a vinte e XXX corresponde a trinta.
- Corresponde ao século dez (X), uma vez que séculos são grafados com algarismos romanos, assim como capítulos em livros também podem ser grafados dessa forma.

## Significados
"X" pode ser uma incógnita, usada geralmente em expressões matemáticas ou no uso literalmente diário, onde X pode representar um número real ou não, cujo valor é possivelmente descoberto através de cálculos e/ou fórmulas.
"X" pode ser usado como abreviatura de "contra" ou "versus". Neste caso lê-se x como a, exemplo: 3 x 1 (3 a 1).
X também é o nome de um dos cromossomos sexuais dos mamíferos, e que representa o cromossomo feminino. 
X tem o valor de 10 na numeração romana.